# Sofanapis antillanca
Sofanapis antillanca – gatunek pająka z rodziny Anapidae. Jedyny przedstawiciel monotypowego rodzaju Sofanapis. Endemit lasów Chile. Kleptopasożyt, głównie przedstawicieli Austrochilinae.

## Taksonomia
Gatunek i rodzaj opisane zostały w 1989 roku przez Raymonda Forstera i Normana I. Platnicka na podstawie wielu okazów obojga płci, odłowionych w latach 1981–1986. Miejsce typowe znajduje się przy drodze Antillanca, na wysokości 720 m n.p.m., w Parku Narodowym Puyehue i to od niego pochodzi epitet gatunkowy, będący rzeczownikiem w apozycji.

## Opis
Jest to pająk drobnych rozmiarów. Holotypowy samiec ma 1,2 mm długości ciała przy karapaksie długości 0,52 mm, szerokości 0,48 mm i wysokości 0,24 mm oraz opistosomie (odwłoku) długości 0,75 mm, szerokości 0,63 i wysokości 0,83 mm. Allotypowa samica ma 1,52 mm długości ciała przy karapaksie długości 0,56 mm, szerokości 0,52 mm i wysokości 0,33 mm oraz opistosomie długości 0,94 mm, szerokości 0,93 i wysokości 1,09 mm. 
Kształt karapaksu w widoku od góry jest gruszkowaty, najszerszy na wysokości bioder II pary odnóży. W widoku bocznym region oczny leży wyżej niż tył części głowowej. Barwa karapaksu jest ciemnobrązowa z ostro odgraniczonym obszarem jasnego, lekko zesklerotyzowanego oskórka wokół pedicela. Na chetotaksję karapaksu składają się rozproszone szczecinki w regionie ocznym oraz dwie długie i cienkie szczecinki wzdłuż linii środkowej części głowowej. Ośmioro oczu ustawionych jest w dwóch rzędach. W widoku od góry oczy przednio-środkowe leżą bardziej z przodu niż przednio-boczne, tylno-środkowe bardziej z przodu niż tylno-boczne. W widoku od przodu oczy przednio-boczne leżą niżej niż przednio-środkowe, a tylno-boczne niżej niż tylno-środkowe. Oczy pary tylno-bocznej stykają się z tymi przednio-bocznej. Oczy pary przednio-środkowej są koliste i stykają się ze sobą, a oczy pary tylno-środkowej rozstawione są na odległość równą ich średnicy.
Nadustek jest dwu- do trzykrotnie wyższego od oczu przednio-bocznej pary i w przednio-bocznych kątach zaopatrzony w owalne pola gruczołowe. Barwa szczękoczułków i endytów jest jasnobrązowa, a wargi dolnej i sternum ciemnobrązowa. Szczękoczułki mają po dwa zęby na przednich krawędziach i są wykrojone poniżej pazurów jadowych. Endyty są prostokątne i szeroko odseparowane z tyłu. Warga dolna jest znacznie szersza niż dłuższa i zespolona z prawie tak szerokim jak długim i z tyłu ściętym sternum. Kolejność par odnóży od najdłuższej do najkrótszej przedstawia się następująco: I, IV, II, III. Barwa stóp, nadstopiów i goleni jest jasnobrązowa, zaś pozostałych segmentów odnóży żółta. Pierwsza para odnóży nie jest nabrzmiała, ma proste stopy i pozbawiona jest ostrogi na nadstopiu.
Opistosoma pozbawiona jest tarcz. Jej szary wierzch ma biały wzór złożony z podłużnego pasa środkowego i dwóch par ukośnych pasów poprzecznych w przedniej połowie oraz wąskich szewronów w tylnej połowie. Spód opistosomy jest ciemnoszary, z lekką sklerotyzacją w regionie epigastrycznym, nieobejmującą jednak przednich przetchlinek. Przednia część systemu oddechowego ma płucotchawki przekształcone w kilka długich tchawek, a tylna część obejmuje cztery wąskie rurki tchawkowe uchodzące parą przetchlinek tylnych. Kądziołki przędne występują w liczbie sześciu, z których środkowej i tylnej pary leżą w jednej linii prawie prostej. Wydłużonego stożeczka nie otacza pierścień zesklerotyzowanego oskórka.
Nogogłaszczki samców mają na rzepce apofizę retrolateralną wykształconą w formie skośnej półki. Goleń nogogłaszczka jest w całości przesunięta na przednio-boczną stronę niezmodyfikowanego cymbium. Prostej budowy bulbus ma duży kanał brzeżny, wiodący do osadzonego nasadowo i robiącego około ⅔ obrotu wokół bulubusa embolusa. Narządy rozrodcze samic cechują długie, bocznie skręcone i przemieszone przewody nasienne, na których przedzie umieszczone są szeroko odseparowane spermateki.

## Ekologia i występowanie
Sofanapis antillanca jest kleptopasożytem pająków sieciowych, przede wszystkim z reliktowych rodzajów Austrochilus (stwierdzone np. u A. forsteri) i Thaida (stwierdzone np. u T. peculiaris), należących do południowoamerykańskiej podrodziny Austrochilinae. Jest to pierwszy poznany kleptopasożytniczy przedstawiciel Anapidae i jedyny znany kleptopasożyt Austrochilidae. Sofanapis nie budują własnych sieci łownych, lecz przebywają w sieciach gospodarzy, przy czym w jednej sieci może przebywać cała ich grupa. Sieci Austrochilinae składają się z lejka i poziomej, jednowarstwowej płaszczyzny łownej. Dzień Sofanapis spędzają zwisając z nitek dość głęboko w ujściu lejka. Nocą gromadzą się przy otworze lejka, w pobliżu płaszczyzny łownej, gdzie zwisają z nitek sieci gospodarza albo też z własnoręcznie uprzędzonej, delikatnej siateczki. Żerować mogą na tej samej ofierze co gospodarz lub też na samodzielnie zlokalizowanym, drobnym owadzie. Związek z Austrochilinae nie ma charakteru obligatoryjnego i pająki te bywają okazjonalnie znajdywane w sieciach Hahniidae i krzyżakowatych, a także pozyskiwane z ściółki leśnej i mchów aparatem Tullgrena oraz z butwiejących pni i pniaków metodą odymiania pyretryną.
Pająk neotropikalny, endemiczny dla Chile, gdzie występuje w południowo-środkowej części kraju. Podawany z regionów: Araukania, Biobío i Los Lagos. Znany m.in. z Parku Narodowego Puyehue oraz okolic pomnika przyrody Contulmo. Spotykany na rzędnych od 15 do 720 m n.p.m.. Zasiedla lasy strefy umiarkowanej.